# Castell'Azzara
Castell'Azzara is een gemeente in de Italiaanse provincie Grosseto (regio Toscane) en telt 1733 inwoners (31-12-2004). De oppervlakte bedraagt 64,8 km², de bevolkingsdichtheid is 27 inwoners per km².
De frazione Selvena maakt deel uit van de gemeente.

## Demografie
Castell'Azzara telt ongeveer 893 huishoudens. Het aantal inwoners daalde in de periode 1991-2001 met 13,3% volgens cijfers uit de tienjaarlijkse volkstellingen van ISTAT.
| Jaar | Inwoneraantal |
| ---- | ------------- |
| 1991 | 2105          |
| 2001 | 1826          |

## Geografie
De gemeente ligt op ongeveer 815 meter boven zeeniveau.
Castell'Azzara grenst aan de volgende gemeenten: Piancastagnaio (SI), Proceno (VT), Santa Fiora, Semproniano en Sorano.

## Galerij

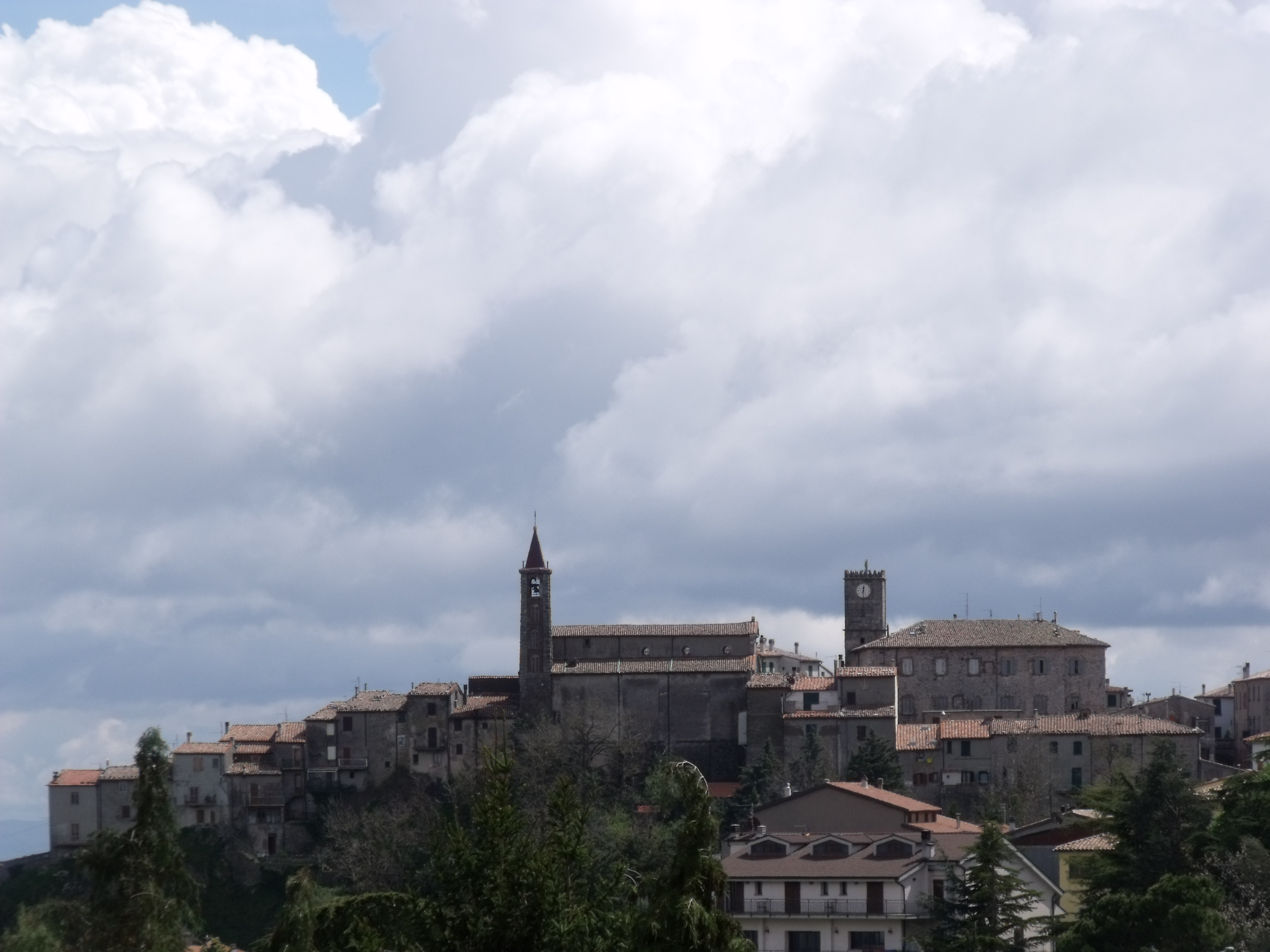
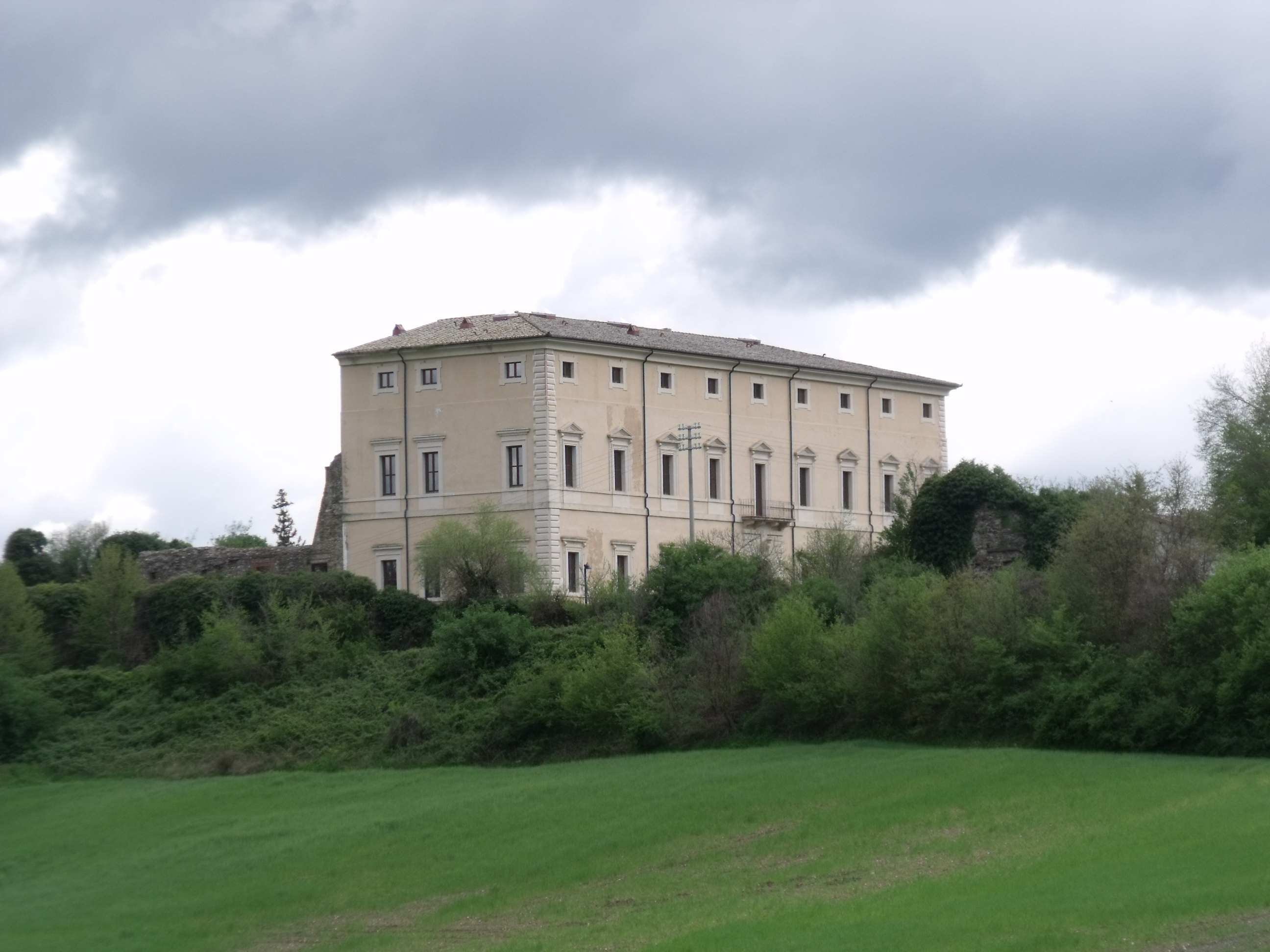
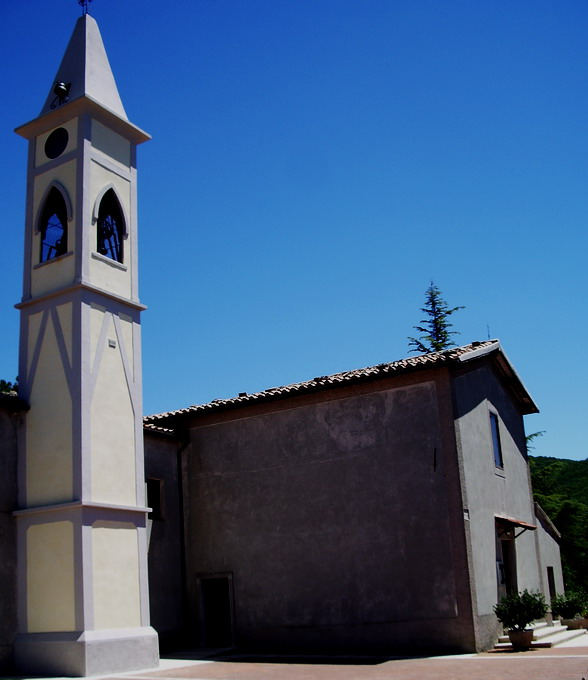
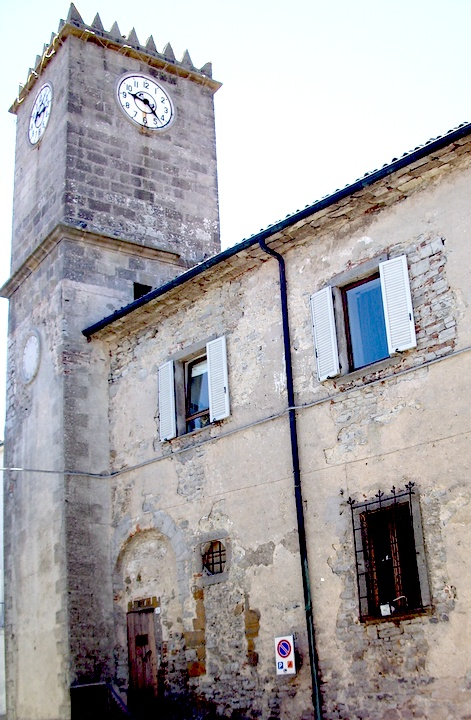
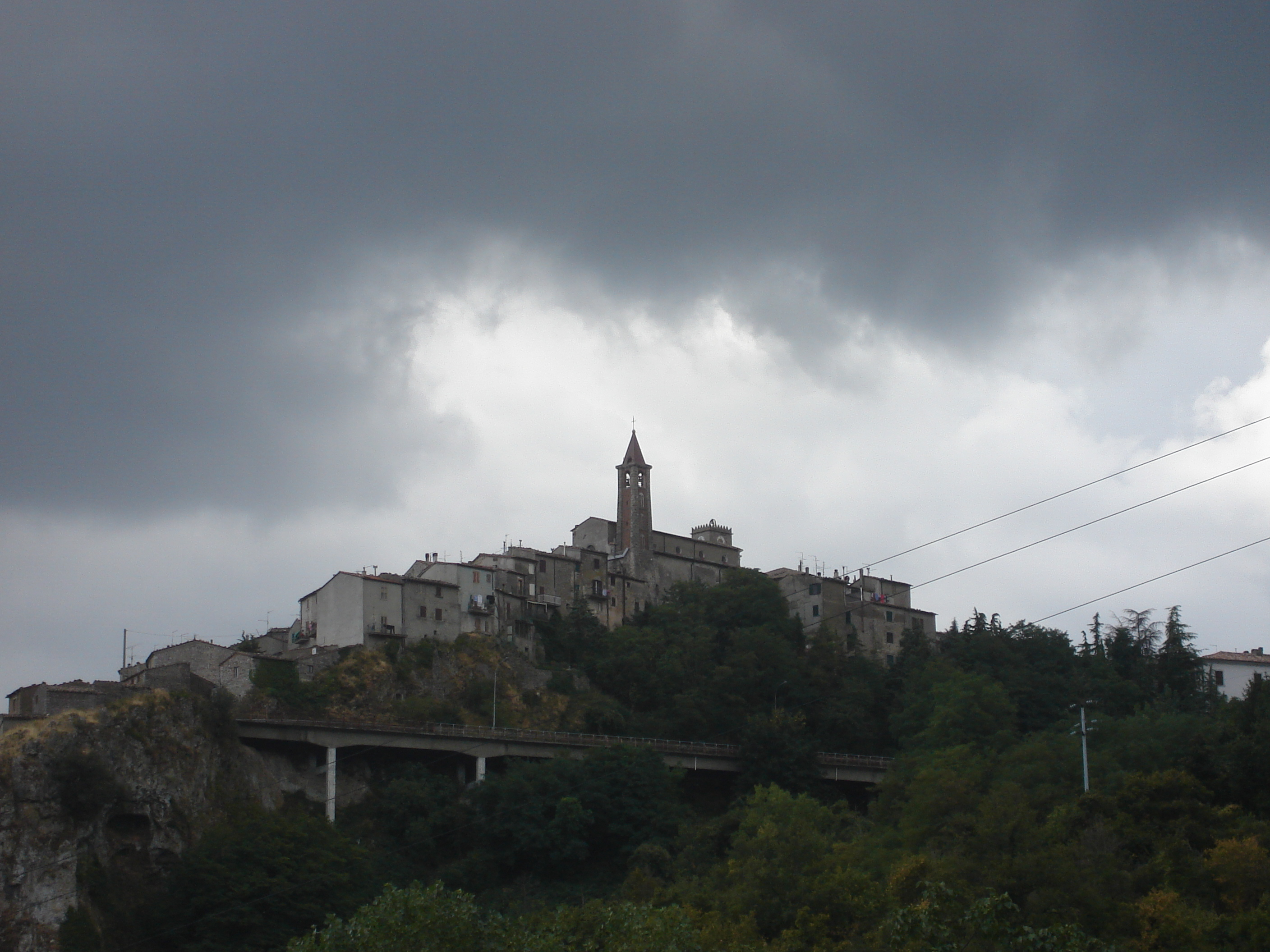